# The Rose (serie de televisión)
The Rose ( chino tradicional : simpl ; chino simplificado :蔷薇之恋 ; pinyin : Qiáng Wéi Zhī Liàn ) es un drama taiwanés de 2003 protagonizado por Ella Chen , Jerry Huang, Joe Cheng , Joelle Lu y Cecilia Yip . Estaba basado en el manga japonés josei, Bara no Tame ni ( 薔薇 の lit lit lit, iluminado por el sake de las rosas ) , escrito por Akemi Yoshimura y dirigido por Chu Yu-ning (瞿友寧 ) Fue transmitido en la Televisión de Taiwán (TTV) (台 視) del 25 de mayo de 2003 al 23 de noviembre de 2003. La serie ganó el Drama más popular del año en los Golden Bell Awards de 2004 , Taiwán. [1]
La cubierta Rose OST
También conocido como
Ián 
ián 
Qiáng Wéi Zhī Liàn
Género
Familia de 
comedia romántica
Dirigido por
Chu Yu-ning ( 瞿友寧 )
Protagonista
Ella Chen 
Joelle Lu
Reparto
Jerry Huang 
Joe Cheng 
Selina Jen  
Hebe Tian 
Cecilia Yip
Tema principal
"花都 開 好 (" (Las flores han florecido) - SHE
Tema final
"葉子" (Hojas) - A-Sun
País de origen
Taiwán
Idioma (s) original (es)
mandarín
Nº de episodios
21
Producción
Ubicación (es)
Taipéi, Taiwán
Lanzamiento
Red original
Televisión de Taiwán (TTV)
Versión original
25 de mayo  - 23 de noviembre de 2003
enlaces externos
La página oficial de TTV The Rose
Sinopsis
Zheng Bai He ( Ella Chen ), después de ser abandonada por su novio porque es fea y gorda, y de que su abuela muera el mismo día (habla sobre el destino), descubre que su madre no murió. Además, su madre es la famosa actriz Han Li ( Cecilia Yip ). Ella se encuentra en la familia Han, sin embargo, la verdad sobre su nacimiento no ha sido revelada.
Rodeado por tres medios hermanos, Han Fu Rong ( Joelle Lu ), Han Jin (Jerry Huang) y Han Kui ( Joe Cheng ), todos de la misma madre pero padres diferentes, y una madre bastante dura y fría, Bai se enfrenta a el papel de una doncella. Los tres hermanos están aislados el uno del otro y de la sociedad. Tienen una apariencia fría, pero cada uno de ellos tiene una historia cálida detrás de ellos. Este es el cuento de hadas de cómo la Cenicienta cambia cada uno de ellos, y encuentra a la princesa dentro de sí misma.
Bai Él es una chica extremadamente ordinaria en la historia. Aunque tiene un corazón bondadoso y generoso, pero es bajo y gordito, la gente siempre la rechaza porque no es lo suficientemente atractiva. Su apariencia siempre ha sido el origen de los sentimientos inferiores de Bai He. Porque es un hecho que no importa cuánta fuerza use, ella no puede cambiar. Este sentimiento inferior influye profundamente en la vida de Bai He, sus relaciones interpersonales e incluso sus propias emociones. Hay muchas chicas hermosas que siempre aparecen al lado de Bai He. El resplandor que emiten es como el de un pavo real que extiende sus plumas, engreído y arrogantemente avanzando con la barbilla hacia arriba. Y Bai, él siempre está acostumbrado a retirarse a la parte posterior. En su mente, "Siempre soy feo". hace mucho tiempo se convirtió en una ley establecida que no cambia. Cuando otras personas la lastiman, la hace dudar de esta ley establecida de ella, ella se daría la vuelta y pondría excusas para esa persona, consolando su propio corazón vacilante e inquieto.
Bai Él es exactamente esta chica que es suave y gentil, pero tiene sentimientos inferiores de sí misma. Aunque su hermoso corazón sobrepasa mil veces las apariencias externas, pero en una sociedad que siempre ha juzgado a las personas por su apariencia, es como muchas de las otras chicas que también tienen apariencias comunes: se siente profundamente miserable por su falta. en sus miradas y se olvida de las otras características y méritos que tienen. Es decir, hasta que encuentre la confianza y el coraje para amarse a sí misma de todas las personas que la aman. Finalmente revela el brillante brillo de su gema y ayuda a las personas que ama en su familia a deshacer el nudo de muchos años de disputas, a aceptarse entre sí una vez más.
The Rose conserva los roles establecidos de la historia original y la infraestructura de la historia, también fortalece la personalidad de los roles, haciéndolos destacar, detallando los puntos de inflexión del estado de ánimo del personaje dentro del espectáculo, esperando que dentro del entretenimiento, pueda dar el audiencia aún más sentimientos conmovedores. Además, guiando a la audiencia a través de una capa aún más profunda de pensamiento sobre el amor, la familia y la amistad.
	Banda sonora	Editar
Artículo principal: The Rose Original Soundtrack
Publicado por HIM International Music el 1 de junio de 2003 [2]
Canción del tema de apertura - "花都 開 好 (" (Las flores han florecido) - SHE
Canción final del tema - "葉子" (Hojas) - A-Sun
Referencias	Editar
```
(en chino) Wu Surou. La Gran Época. The Rose gana el drama más popular en los Golden Bell Awards . 26 de noviembre de 2004. Recuperado el 26 de febrero de 2007.
(en chino) HIM International Music The Rose OST album info 1 de junio de 2003. Obtenido 2010-12-02
```

- Datos: Q936309